# منطقه هیلینگدون لندن
منطقه هیلینگدون لندن (به انگلیسی: London Borough of Hillingdon) یک منطقه در بریتانیا است.
این منطقه ۱۱۵٫۷۰ کیلومتر مربع مساحت و ۲۵۳٬۲۰۰ نفر جمعیت دارد.

## خواهرخوانده
شهرهای اشلسویگ و امدن خواهرخوانده‌های منطقه هیلینگدون لندن هستند.